# Kumta
Kumta (kannada nyelven: ಕುಮಟಾ) város Indiában, az Arab-tenger partján, Karnátaka államban. Márgáótól kb. 140 km-re délre fekszik. Lakossága mintegy 30 ezer fő volt 2011-ben.
Mezőgazdasági központ. Közeli tengerparti strandjai a turisták által kedveltek. 

## A környék
A várostól északra, az NH17-es főút mellett található a középkori Mirjan-erőd. 
A Nyugati-Ghátok hegységben több vízesés alakult ki. 30 km-re ÉNy-ra van a Vibuthi-vízesés Yana falu mellett, 60 km-re az Unchalli-vízesés. 
85 km-re keletre Banavasi-ban a 9. századi Madhukeshwara-templom látható. 

## Képek

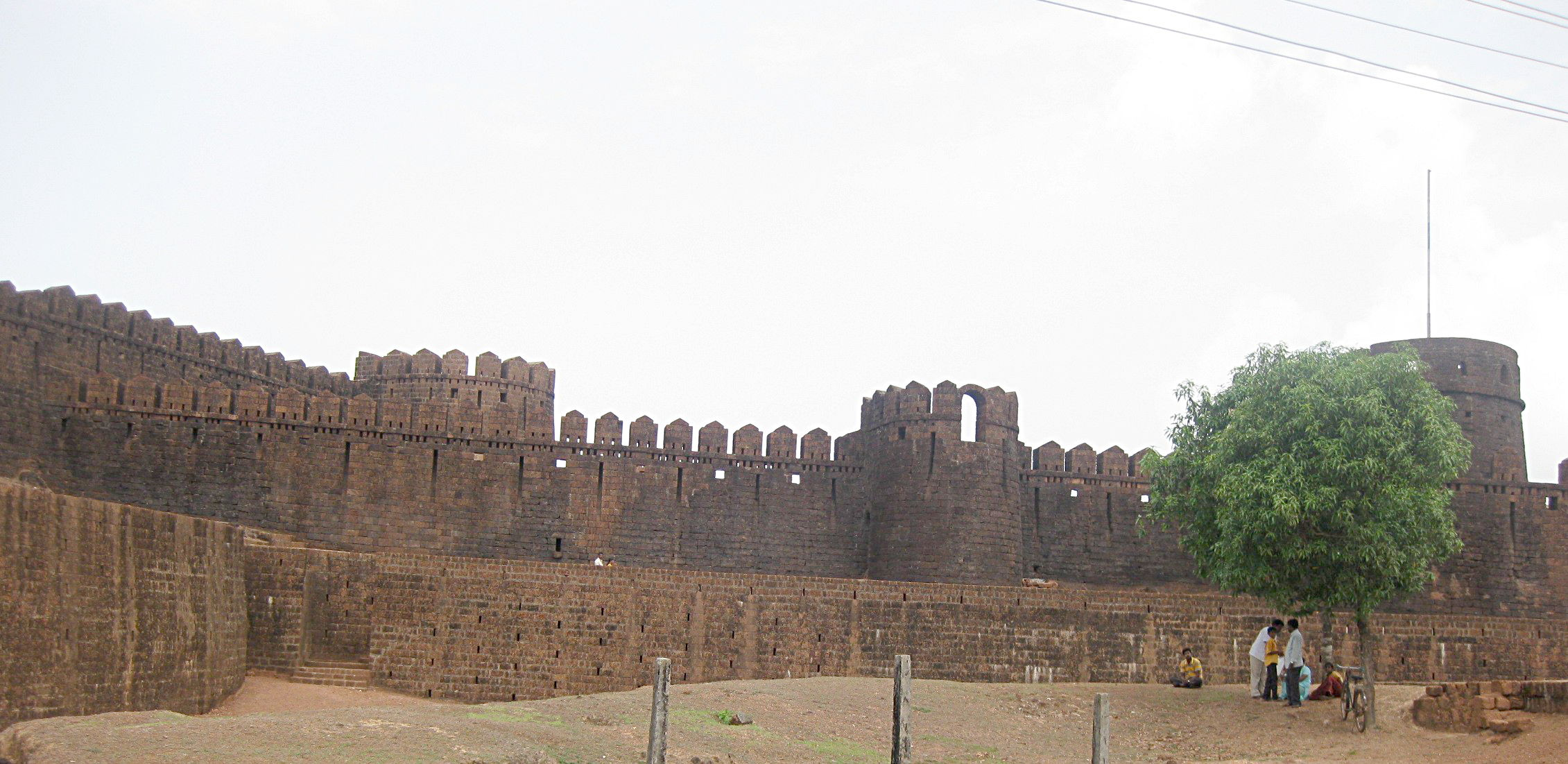
Mirjan-erőd
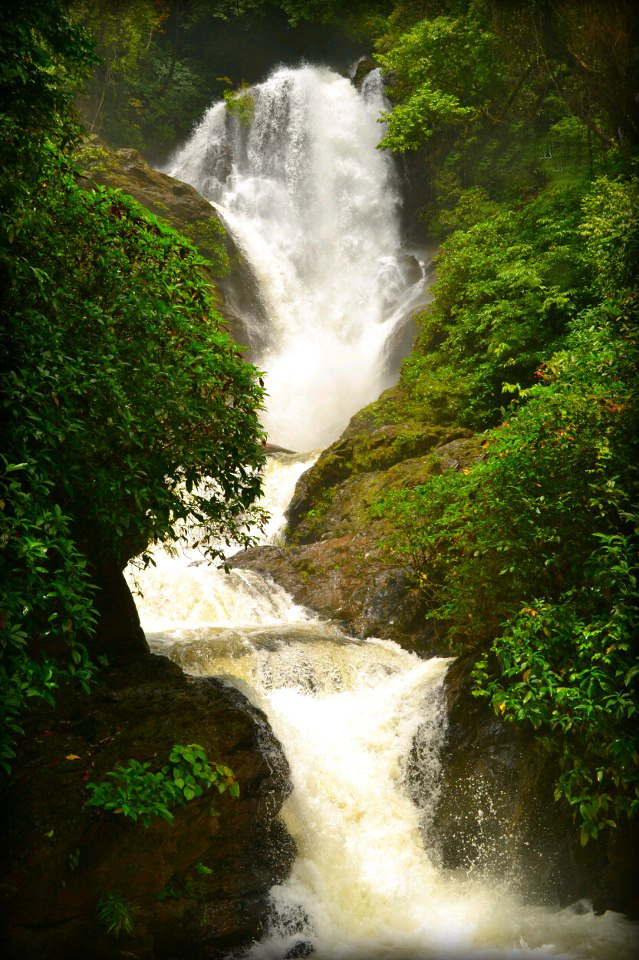
Vibuthi-vízesés
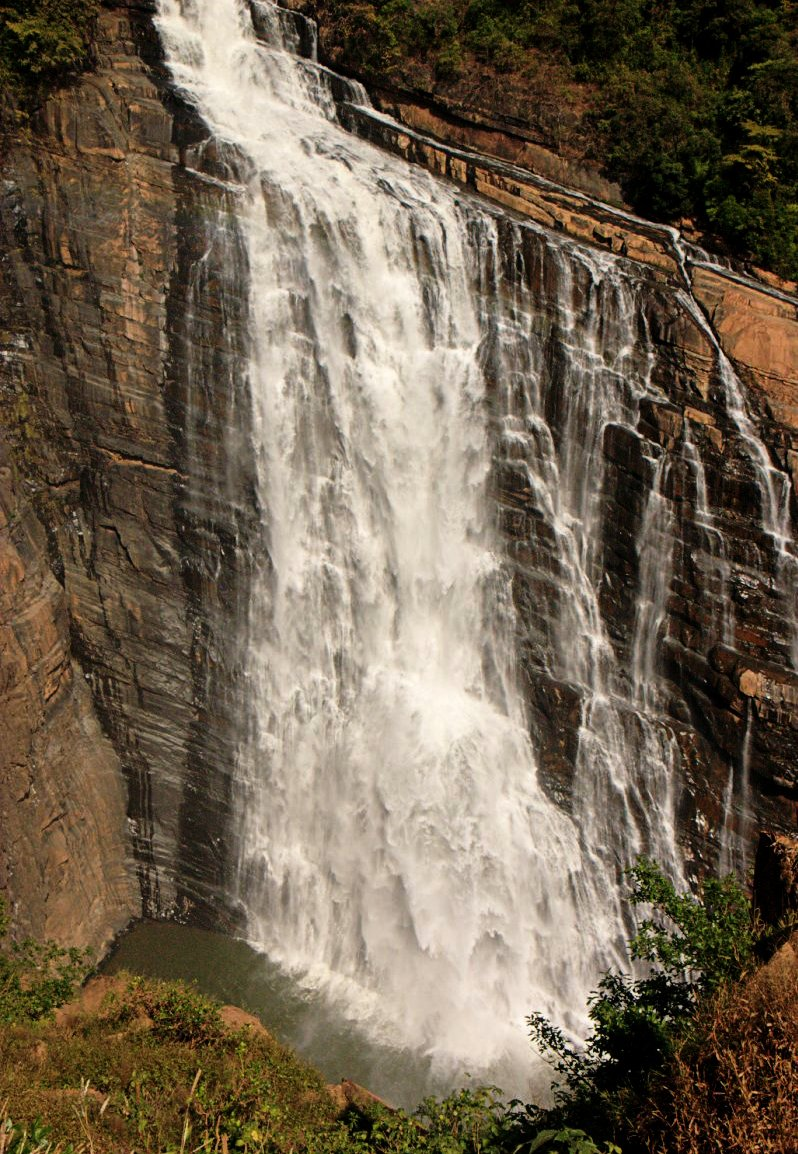
Unchalli-vízesés
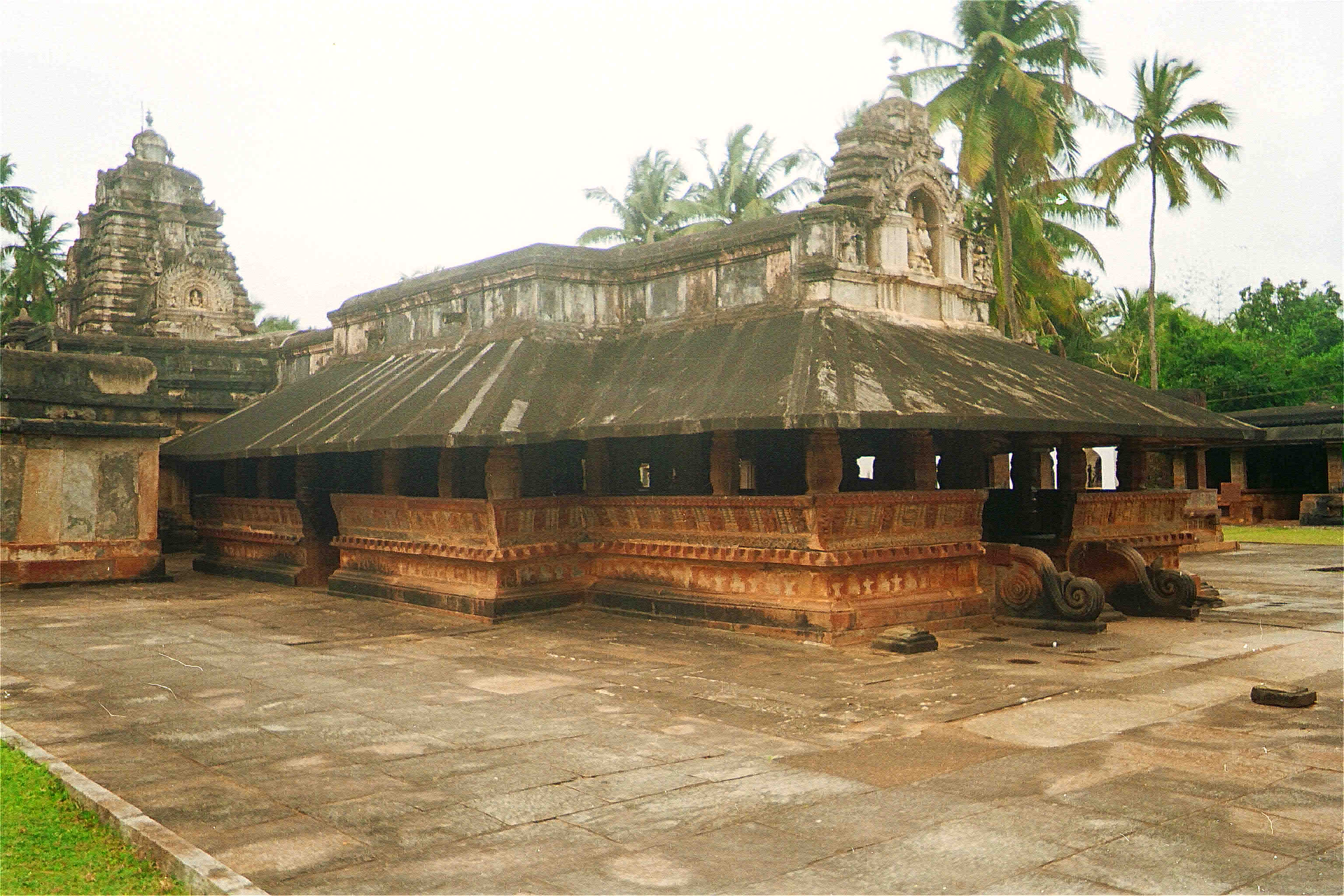
Madhukeshwara-templom

## Fordítás
- Ez a szócikk részben vagy egészben  a   Kumta című angol Wikipédia-szócikk fordításán alapul.  Az eredeti cikk szerkesztőit annak laptörténete sorolja fel. Ez a jelzés csupán a megfogalmazás eredetét és a szerzői jogokat jelzi, nem szolgál a cikkben szereplő információk forrásmegjelöléseként.